# Paragwaj na Letnich Igrzyskach Olimpijskich 2008
Reprezentacja Paragwaju na Letnich Igrzyskach Olimpijskich 2008 w Pekinie liczyła siedmioro zawodników. Był to dziesiąty start Paragwaju na letnich igrzyskach olimpijskich.

## Wyniki reprezentantów Paragwaju

### Lekkoatletyka
Mężczyźni
| Zawodnik       | Konkurencja    | Kwalifikacje | Kwalifikacje | Finał                        | Miejsce                      |                              |
| Zawodnik       | Konkurencja    | Wynik        | Miejsce      | Wynik                        | Miejsce                      |                              |
| -------------- | -------------- | ------------ | ------------ | ---------------------------- | ---------------------------- | ---------------------------- |
| Víctor Fatecha | rzut oszczepem | 71.58        | 30           | Odpadł z dalszej rywalizacji | Odpadł z dalszej rywalizacji | Odpadł z dalszej rywalizacji |

Kobiety
| Zawodniczka  | Konkurencja    | Kwalifikacje | Kwalifikacje | Finał                         | Miejsce                       |                               |
| Zawodniczka  | Konkurencja    | Wynik        | Miejsce      | Wynik                         | Miejsce                       |                               |
| ------------ | -------------- | ------------ | ------------ | ----------------------------- | ----------------------------- | ----------------------------- |
| Leryn Franco | rzut oszczepem | 45.34        | 51           | Odpadła z dalszej rywalizacji | Odpadła z dalszej rywalizacji | Odpadła z dalszej rywalizacji |

### Pływanie
Mężczyźni
| Zawodnik     | Konkurencja         | Eliminacje | Eliminacje | Półfinał                     | Półfinał                     | Finał                        | Miejsce                      |
| Zawodnik     | Konkurencja         | Wynik      | Miejsce    | Wynik                        | Miejsce                      | Wynik                        | Miejsce                      |
| ------------ | ------------------- | ---------- | ---------- | ---------------------------- | ---------------------------- | ---------------------------- | ---------------------------- |
| Genaro Prono | 100m st. klasycznym | 1:02.32    | 41         | Odpadł z dalszej rywalizacji | Odpadł z dalszej rywalizacji | Odpadł z dalszej rywalizacji | Odpadł z dalszej rywalizacji |

Kobiety
| Zawodniczka         | Konkurencja          | Eliminacje | Eliminacje | Półfinał                      | Półfinał                      | Finał                         | Miejsce                       |
| Zawodniczka         | Konkurencja          | Wynik      | Miejsce    | Wynik                         | Miejsce                       | Wynik                         | Miejsce                       |
| ------------------- | -------------------- | ---------- | ---------- | ----------------------------- | ----------------------------- | ----------------------------- | ----------------------------- |
| Maria Virginia Baez | 100m st. grzbietowym | 1:05.39    | 46         | Odpadła z dalszej rywalizacji | Odpadła z dalszej rywalizacji | Odpadła z dalszej rywalizacji | Odpadła z dalszej rywalizacji |

### Strzelectwo
Kobiety
| Zawodniczka    | Konkurencja                | Kwalifikacje | Kwalifikacje | Finał                         | Finał                         | Miejsce                       |
| Zawodniczka    | Konkurencja                | Punkty       | Miejsce      | Punkty                        | Miejsce                       | Miejsce                       |
| -------------- | -------------------------- | ------------ | ------------ | ----------------------------- | ----------------------------- | ----------------------------- |
| Patricia Wilka | pistolet pneumatyczny 10 m | 208 DNF      | 44           | Odpadła z dalszej rywalizacji | Odpadła z dalszej rywalizacji | Odpadła z dalszej rywalizacji |

### Tenis stołowy
Mężczyźni
| Zawodnik        | Konkurencja    | Preeliminacje       | Runda 1                      | Runda 2                      | Runda 3                      | Runda 4                      | Ćwierćfinał                  | Półfinał                     | Finał                        |                              |
| Zawodnik        | Konkurencja    | Przeciwnik Wynik    | Przeciwnik Wynik             | Przeciwnik Wynik             | Przeciwnik Wynik             | Przeciwnik Wynik             | Przeciwnik Wynik             | Przeciwnik Wynik             | Przeciwnik Wynik             |                              |
| --------------- | -------------- | ------------------- | ---------------------------- | ---------------------------- | ---------------------------- | ---------------------------- | ---------------------------- | ---------------------------- | ---------------------------- | ---------------------------- |
| Marcelo Aguirre | gra pojedyncza | Jang Song Man P 0-4 | Odpadł z dalszej rywalizacji | Odpadł z dalszej rywalizacji | Odpadł z dalszej rywalizacji | Odpadł z dalszej rywalizacji | Odpadł z dalszej rywalizacji | Odpadł z dalszej rywalizacji | Odpadł z dalszej rywalizacji | Odpadł z dalszej rywalizacji |

### Żeglarstwo
Kobiety
| Zawodniczka       | Konkurencja  | Wyścig | Wyścig | Wyścig | Wyścig | Wyścig | Wyścig | Wyścig | Wyścig | Wyścig | Wyścig | Wyścig | Punkty | Miejsce |
| Zawodniczka       | Konkurencja  | 1      | 2      | 3      | 4      | 5      | 6      | 7      | 8      | 9      | 10     | 11     | Punkty | Miejsce |
| ----------------- | ------------ | ------ | ------ | ------ | ------ | ------ | ------ | ------ | ------ | ------ | ------ | ------ | ------ | ------- |
| Florenica Cerutti | Laser Radial | 28     | 2      | 23     | 23     | 26     | 25     | 17     | 7      | 19     | CAN    |        | 125    | 22      |